# Q School
La Q School est une compétition de snooker amateur servant de qualification au World Snooker Tour. 
Elle a été établie en 2011 pour permettre à un certain nombre de joueurs de rejoindre le circuit professionnel. La compétition se déroule sous la forme de play-offs, c'est-à-dire plusieurs épreuves qui ne rapportent aucun prix financier. Chacun des 4 joueurs présents en demi-finale (gagnant un match de quart de finale) obtient une carte de deux ans sur le main tour. Il arrive parfois qu'un ordre du mérite soit établi et permette à quelques joueurs n'ayant pas réussi à se qualifier d'obtenir quand même une place sur le circuit professionnel.
La Q School a vu passer des joueurs de renom comme David Gilbert (qualifié en 2011-2012) ou Zhao Xintong (qualifié en 2018-2019), qui ont atteint le top 10 mondial peu de temps après et même remporté des titres majeurs.

## Joueurs qualifiés par saisons

### Q School Europe
| Saison    | Tournoi         | Lieu              | 1er joueur qualifié | 2e joueur qualifié   | 3e joueur qualifié    | 4e joueur qualifié    |  |
| --------- | --------------- | ----------------- | ------------------- | -------------------- | --------------------- | --------------------- |  |
| 2011-2012 | Tournoi no 1    | Sheffield         | Andrew Norman       | David Grace          | Adam Wicheard         | Robin Hull            |  |
| 2011-2012 | Tournoi no 2    | Sheffield         | Li Yan              | David Morris         | Simon Bedford         | Tian Pengfei          |  |
| 2011-2012 | Tournoi no 3    | Sheffield         | Kurt Maflin         | Stuart Carrington    | Adam Duffy            | David Gilbert         |  |
|           |                 |                   |                     |                      |                       |                       |  |
| 2012-2013 | Tournoi no 1    | Sheffield         | Martin O'Donnell    | Sam Baird            | Ian Burns             | Chen Zhe              |  |
| 2012-2013 | Tournoi no 2    | Sheffield         | Daniel Wells        | Jamie O'Neill        | Sean O'Sullivan       | Paul Davison          |  |
| 2012-2013 | Tournoi no 3    | Sheffield         | Rod Lawler          | Michael Wasley       | Joel Walker           | Robbie Williams       |  |
|           |                 |                   |                     |                      |                       |                       |  |
| 2013-2014 | Tournoi no 1    | Sheffield         | Elliot Slessor      | Alex Davies          | Lee Page              | Hammad Miah           |  |
| 2013-2014 | Tournoi no 2    | Sheffield         | Ahmed Saif          | Ross Muir            | Ryan Clark            | Alexander Ursenbacher |  |
| 2013-2014 | Tournoi no 3    | Sheffield         | David Morris        | Lee Spick            | Chris Wakelin         | Fraser Patrick        |  |
|           |                 |                   |                     |                      |                       |                       |  |
| 2014-2015 | Tournoi no 1    | Sheffield         | Craig Steadman      | Chris Melling        | Zhang Anda            | Tian Pengfei          |  |
| 2014-2015 | Tournoi no 2    | Sheffield         | Liam Highfield      | Michael Georgiou     | Lee Walker            | Michael Leslie        |  |
|           |                 |                   |                     |                      |                       |                       |  |
| 2015-2016 | Tournoi no 1    | Burton upon Trent | Sydney Wilson       | Daniel Wells         | Eden Sharav           | Rhys Clark            |  |
| 2015-2016 | Tournoi no 2    | Burton upon Trent | Jason Weston        | Gareth Allen         | Duane Jones           | Paul Davison          |  |
|           |                 |                   |                     |                      |                       |                       |  |
| 2016-2017 | Tournoi no 1    | Burton upon Trent | Fang Xiongman       | Christopher Keogan   | Cao Yupeng            | Chen Zhe              |  |
| 2016-2017 | Tournoino 2     | Burton upon Trent | Michael Georgiou    | John Astley          | Alex Borg             | David John            |  |
| 2016-2017 | Ordre du mérite | Burton upon Trent | Craig Steadman      | Jamie Curtis-Barrett | Ian Preece            | Adam Duffy            |  |
|           |                 |                   |                     |                      |                       |                       |  |
| 2017-2018 | Tournoi no 1    | Preston           | Lukas Kleckers      | Allan Taylor         | Billy Joe Castle      | Ashley Hugill         |  |
| 2017-2018 | Tournoino 2     | Preston           | Duane Jones         | Sanderson Lam        | Paul Davison          | Chen Zifan            |  |
| 2017-2018 | Ordre du mérite | Preston           | Zhang Yong          | Sean O'Sullivan      | Joe Swail             | Martin O'Donnell      |  |
|           |                 |                   |                     |                      |                       |                       |  |
| 2018-2019 | Tournoi no 1    | Burton upon Trent | Jak Jones           | Sam Baird            | Hammad Miah           | Sam Craigie           |  |
| 2018-2019 | Tournoi no 2    | Burton upon Trent | Jordan Brown        | Craig Steadman       | Lu Ning               | Zhao Xintong          |  |
| 2018-2019 | Tournoi no 3    | Burton upon Trent | Thor Chuan Leong    | Kishan Hirani        | Andy Lee              | Ashley Carty          |  |
|           |                 |                   |                     |                      |                       |                       |  |
| 2019-2020 | Tournoi no 1    | Wigan             | Xu Si               | David Lilley         | Jamie O'Neill         | Soheil Vahedi         |  |
| 2019-2020 | Tournoi no 2    | Wigan             | Chen Zifan          | Riley Parsons        | Louis Heathcote       | Fraser Patrick        |  |
| 2019-2020 | Tournoi no 3    | Wigan             | Barry Pinches       | Alex Borg            | Alexander Ursenbacher | Andy Hicks            |  |
| 2019-2020 | Ordre du mérite | Wigan             | Si Jiahui           | Billy Joe Castle     | Peter Lines           | Lei Peifan            |  |
|           |                 |                   |                     |                      |                       |                       |  |
| 2020-2021 | Tournoi no 1    | Sheffield         | Lee Walker          | Peter Devlin         | Simon Lichtenberg     | Fan Zhengyi           |  |
| 2020-2021 | Tournoi no 2    | Sheffield         | Jamie Jones         | Zak Surety           | Oliver Lines          | Ben Hancorn           |  |
| 2020-2021 | Tournoi no 3    | Sheffield         | Rory McLeod         | Jamie Wilson         | Farakh Ajaib          | Steven Hallworth      |  |
|           |                 |                   |                     |                      |                       |                       |  |
| 2021-2022 | Tournoi no 1    | Sheffield         | Peter Lines         | Fraser Patrick       | Jackson Page          | Yuan Sijun            |  |
| 2021-2022 | Tournoi no 2    | Sheffield         | Barry Pinches       | Craig Steadman       | Michael Judge         | Alfie Burden          |  |
| 2021-2022 | Tournoi no 3    | Sheffield         | Ian Burns           | Lei Peifan           | Dean Young            | Duane Jones           |  |
| 2021-2022 | Ordre du mérite | Sheffield         | Hammad Miah         | Mitchell Mann        |                       |                       |  |
|           |                 |                   |                     |                      |                       |                       |  |
| 2022-2023 | Tournoi no 1    | Leicester         | Rod Lawler          | Fergal O'Brien       | Andy Lee              | Bai Langning          |  |
| 2022-2023 | Tournoi no 2    | Leicester         | Adam Duffy          | Zak Surety           | Aaron Hill            | Sanderson Lam         |  |
| 2022-2023 | Tournoi no 3    | Leicester         | Lukas Kleckers      | Jenson Kendrick      | John Astley           | James Cahill          |  |
|           |                 |                   |                     |                      |                       |                       |  |
| 2023-2024 | Tournoi no 1    | Leicester         | Artemijs Zizins     | Allan Taylor         | Haydon Pinhey         | Wang Yuchen           |  |
| 2023-2024 | Tournoi no 2    | Leicester         | Antoni Kowalski     | Chris Totten         | Farakh Ajaib          | Mitchell Mann         |  |
|           |                 |                   |                     |                      |                       |                       |  |
| 2024-2025 | Tournoi no 1    | Leicester         | Liam Pullen         | Oliver Brown         | Alexander Ursenbacher | Mateusz Baranowski    |  |
| 2024-2025 | Tournoi no 2    | Leicester         | David Grace         | Ian Burns            | Fergal Quinn          | Connor Benzey         |  |

### Q School Asie-Océanie
| 2021-2022 | Tournoi no 1 | Bangkok | Muhammad Asif         | Asjad Iqbal            |  |  |  |
| 2021-2022 | Tournoi no 2 | Bangkok | Dechawat Poomjaeng    | Himanshu Dinesh Jain   |  |  |  |
|           |              |         |                       |                        |  |  |  |
| 2022-2023 | Tournoi no 1 | Bangkok | Rory Thor             | Manasawin Phetmalaikul |  |  |  |
| 2022-2023 | Tournoi no 2 | Bangkok | Ishpreet Singh Chadha | He Guoqiang            |  |  |  |
|           |              |         |                       |                        |  |  |  |
| 2023-2024 | Tournoi no 1 | Bangkok | Lim Kok Leong         | Sunny Akani            |  |  |  |
| 2023-2024 | Tournoi no 2 | Bangkok | Haris Tahir           | Kreishh Gurbaxani      |  |  |  |
|           |              |         |                       |                        |  |  |  |
| 2024-2025 | Tournoi no 1 | Bangkok | Chatchapong Nasa      | Liu Wenwei             |  |  |  |
| 2024-2025 | Tournoi no 2 | Bangkok | Xu Yichen             | Zhao Hanyang           |  |  |  |